# Atlético El Vigía FC
Atlético El Vigía FC is een Venezolaanse voetbalclub uit El Vigía. De club werd in 1986 opgericht.

## Geschiedenis
De club werd opgericht als El Vigía FC en nam in 1999 de naam Internacional El Vigía aan en promoveerde dat jaar naar de hoogste klasse. Tijdens het seizoen 1999/2000 veranderde de club de naam terug in El Vigía FC. In 2003 wijzigde de naam in Unión Atlético El Vigía FC en in 2007 werd de huidige naam aangenomen. Na zeven opeenvolgende seizoenen in de hoogste klasse degradeerde de club in 2014. 